# Nayluisa Cáceres
Nayluisa Jhaylenny Cáceres Acevedo (Socopó, Venezuela, 18 de noviembre de 1999) es una futbolista venezolana. Juega de arquera y su equipo actual es el Granadilla Tenerife de la Primera División de España.

## Selección nacional
Es internacional juvenil por Venezuela. Disputó la Copa Mundial Femenina de Fútbol Sub-20 de 2016 y la Copa Mundial Femenina de Fútbol Sub-17 de 2016.
Fue convocada a la selección de Venezuela en marzo de 2020 para jugar la Copa de Turquía.

## Clubes
| Club                | País      | Año       |
| ------------------- | --------- | --------- |
| Zamora FC           | Venezuela | 2016      |
| Unión Española      | Ecuador   | 2016-2018 |
| Granadilla Tenerife | España    | 2018-2023 |